# Bolitoglossa stuarti
Bolitoglossa stuarti es una especie de salamandras en la familia Plethodontidae.
Habita en Guatemala y Chiapas (México).
Su hábitat natural son los bosques tropicales secos y los montanos húmedos tropicales o subtropicales.
Está amenazada de extinción debido a la destrucción de su hábitat.